# Alter Friedhof Durlach

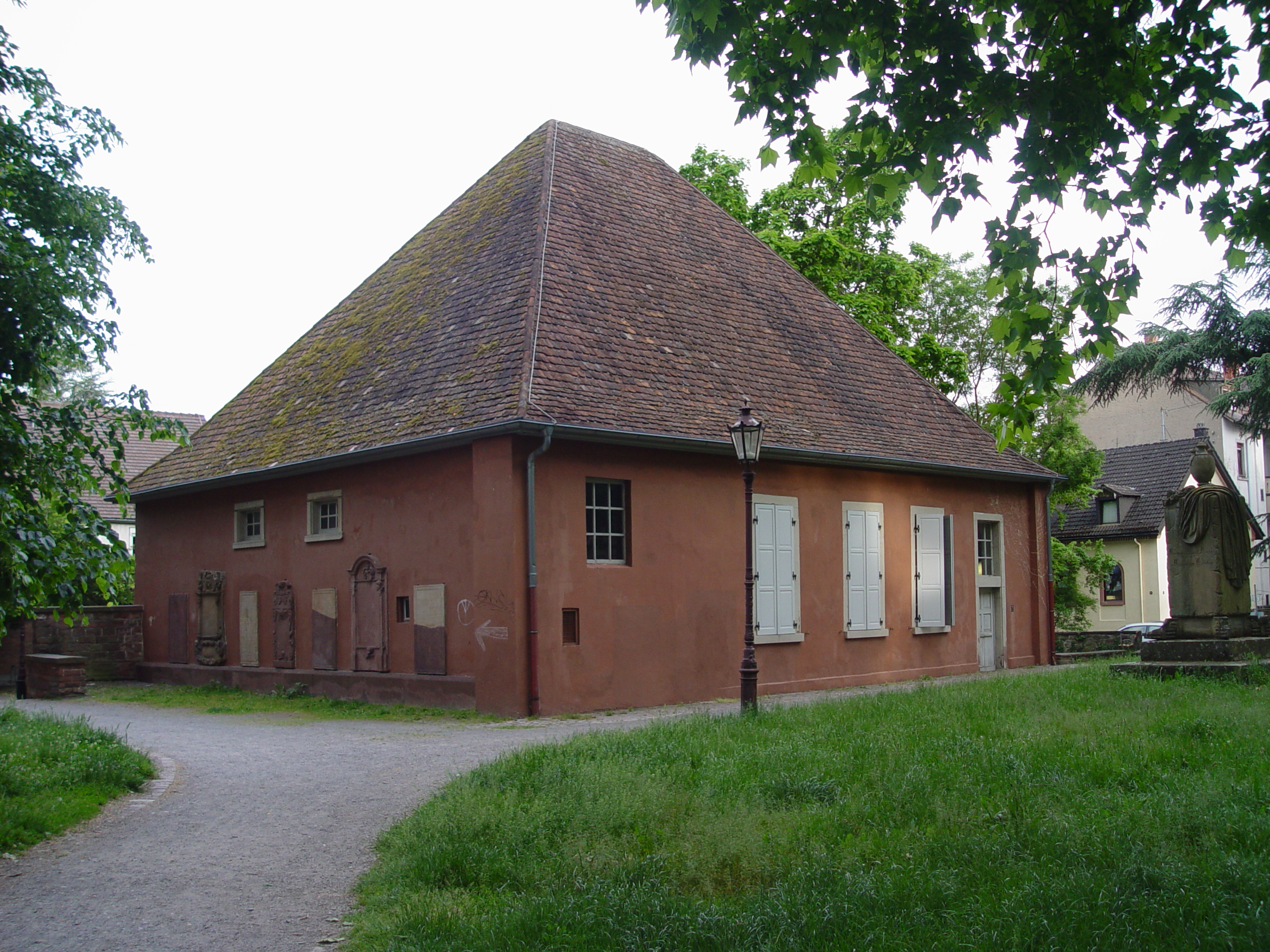
Nikolauskapelle no cemitério

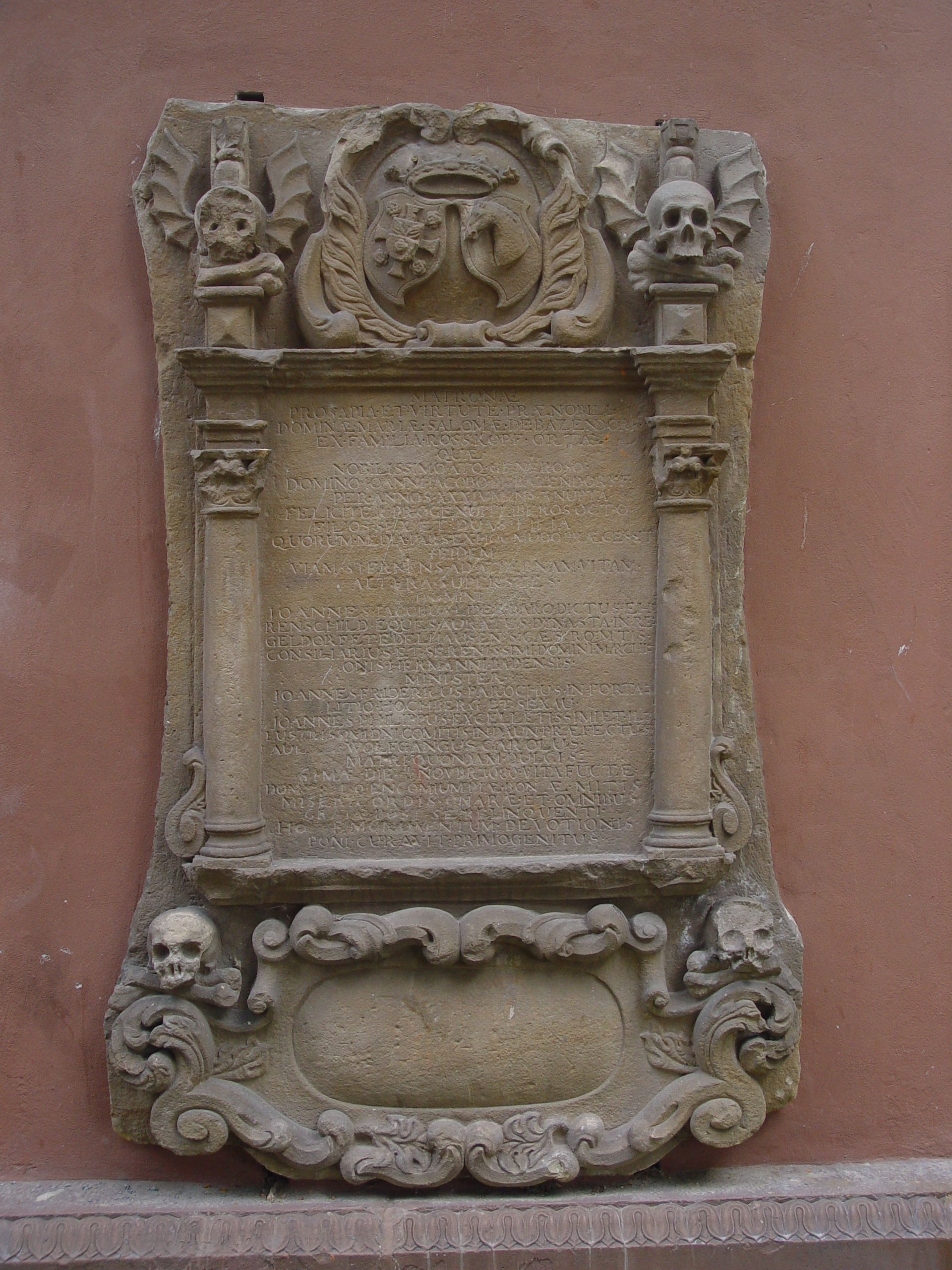
Placa sepulcral na capela do cemitério

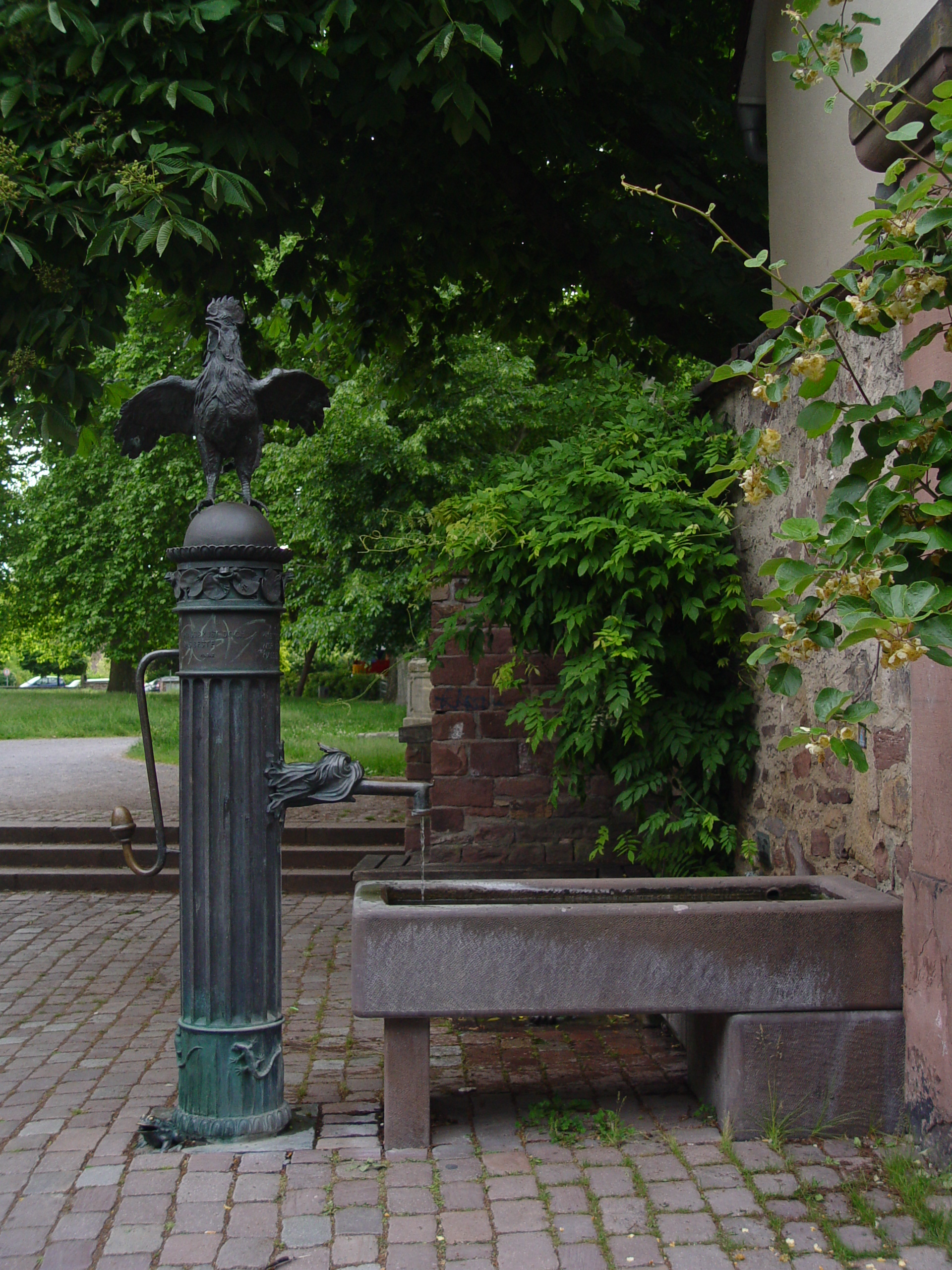
Fonte Basler-Tor

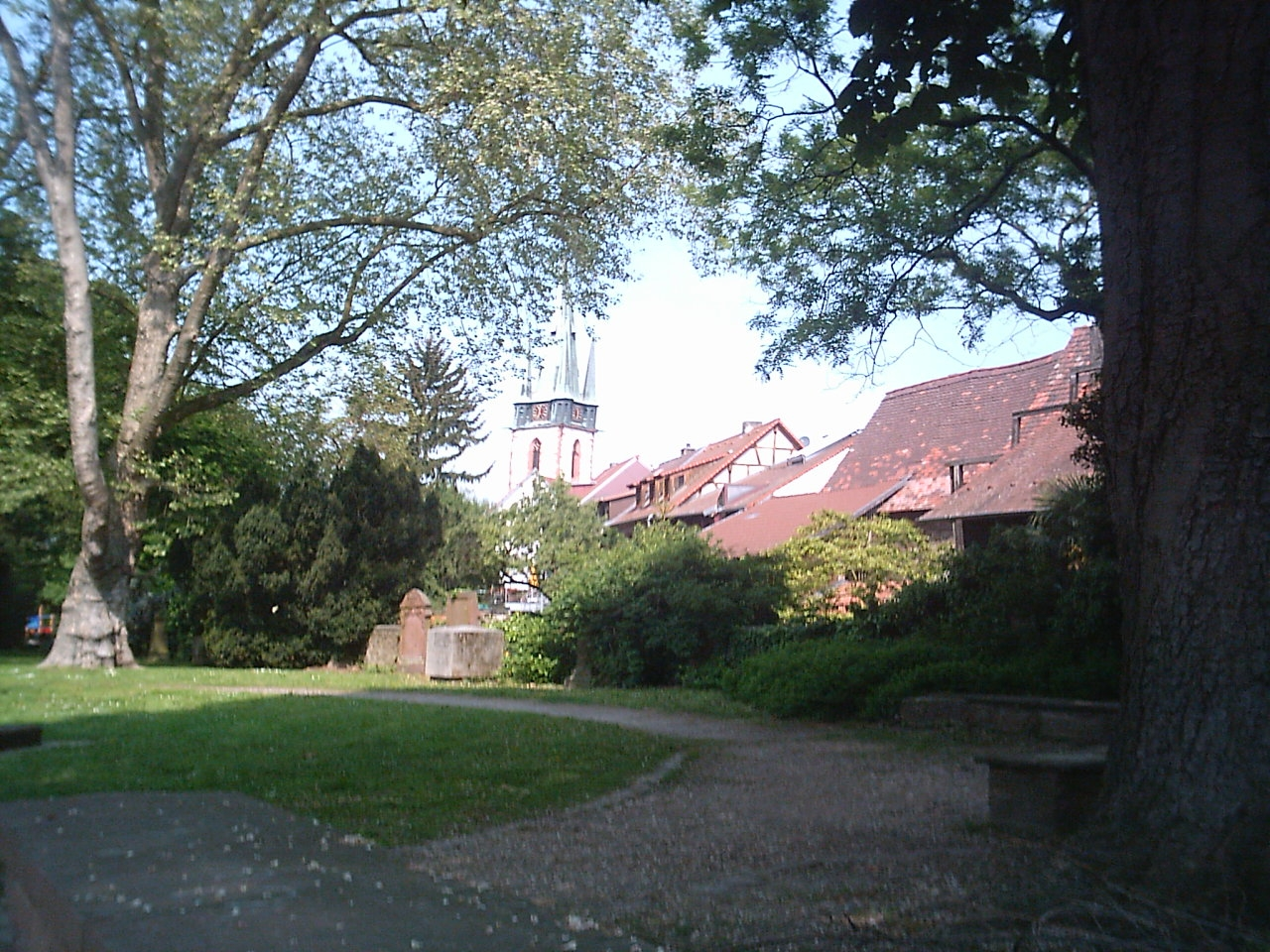
Estacionamento no Alter Friedhof

O Alter Friedhof foi um cemitério em Durlach, atual distrito da cidade de Karlsruhe.

## História
O antigo cemitério de Durlach foi citado pela primeira vez em 1577. Estava localizado fora dos muros de Durlach, chegando até a Kirche St. Peter und Paul. Ainda no início de seu estabelecimento o cemitério foi ampliado três vezes devido ao rápido aumento da população. Em 1862 foi ampliado pela última vez. Os último reparos foram feitos em 1892. Em 1898 o conselho da cidade decidiu pelo seu fechamento, ordenando a construção de um novo cemitério. Em 1902 foi aberto o novo Cemitério de Durlach. Até 1913 cem sepulturas e alguns monumentos foram preservados. A capela do cemitério foi usada até a Segunda Guerra Mundial.

## Sepultamentos
- Sigemund Klose (1623–1702), médico
- Ludwig von Liebenstein (1781–1824), político